# Afroboletus pterosporus
Afroboletus pterosporus är en svampart som först beskrevs av Rolf Singer, och fick sitt nu gällande namn av Pegler & T.W.K. Young 1981. Afroboletus pterosporus ingår i släktet Afroboletus och familjen Boletaceae.   Inga underarter finns listade i Catalogue of Life.